# Romi Park
Romi Park (朴 璐美, Paku Romi, Edogawa, 22 januari 1972) is een Koreaans-Japans actrice, stemactrice en zangeres.
Bij haar geboorte had ze de Zuid-Koreaanse nationaliteit. Later nam ze het Japanse burgerschap aan. Ze behaalde haar diploma aan de Toho Gakuen School of Music en studeerde Koreaans aan de Yonsei Universiteit.
Op de eerste editie van de Seiyu Awards won ze de Beste Actrice-prijs voor haar rol als Nana Osaki.
Haar bekendste rollen zijn doorgaans kalme, volwassen tienerjongers die binnen hun fictieve wereld vaak wonderkinderen worden genoemd. Voorbeelden zijn Tao Ren (Shaman King), Ken Ichijouji (Digimon Adventure), Toshiro Hitsugaya (Bleach), Edward Elric (Fullmetal Alchemist), Kosuke Ueki (The Law of Ueki) en Natsume Hyuga (Gakuen Alice).
Haar vrouwelijke rollen vallens doorgaans onder het "sterke vrouw" archetype, bijvoorbeeld Temari (Naruto), Nana Osaki (Nana) en Teresa (Claymore).

## Filmografie

### Anime
| Jaar  | Titel                                                            | Rol                            | Nota's                           | Bron              |
| ----- | ---------------------------------------------------------------- | ------------------------------ | -------------------------------- | ----------------- |
| 1997  | Kindaichi Case Files                                             | Tomoko Ninomiya                |                                  | [ 4 ]             |
| 1998  | Brain Powerd                                                     | Kanan Gimms                    |                                  | [ 4 ] [ 5 ]       |
| 1999  | Turn A Gundam                                                    | Loran Cehack                   |                                  | [ 4 ]             |
| 1999  | One Piece                                                        | Harry                          |                                  | [ 4 ]             |
| 1999  | Ojamajo Doremi                                                   | Majo Ran, Akira Ryukyo, Baba   |                                  | [ 4 ]             |
| 2000  | Digimon Adventure 02                                             | Ken Ichijouji, anderen         |                                  | [ 4 ] [ 5 ]       |
| 2001  | Shingu: Secret of the Stellar Wars                               | Nayuta Moriyama                |                                  | [ 4 ]             |
| 2001  | Shaman King                                                      | Tao Len                        |                                  | [ 4 ] [ 5 ]       |
| 2001  | Cyborg 009: The Cyborg Soldier                                   | Mii                            |                                  | [ 4 ]             |
| 2001  | Zaion: I Wish You Were Here                                      | Tao                            |                                  | [ 4 ] [ 5 ]       |
| 2002  | RahXephon                                                        | Makoto Isshiki (jong)          |                                  | [ 4 ] [ 5 ]       |
| 2002  | Tenchi Muyo! GXP                                                 | Kyo Komachi                    |                                  | [ 4 ]             |
| 2002  | Digimon Frontier                                                 | Mole de Trailmon               |                                  | [ 4 ]             |
| 2002  | Dragon Drive                                                     | Reiji Ozora                    |                                  | [ 4 ]             |
| 2002  | Lupin III: Episode 0: First Contact                              | Eleanor                        |                                  | [ 4 ]             |
| 2002  | Princess Tutu                                                    | Will Maiden                    |                                  | [ 4 ]             |
| 2002  | Monkey Typhoon                                                   | Raritomu                       |                                  | [ 4 ]             |
| 2002  | GetBackers                                                       | Juubei (jong)                  |                                  | [ 4 ]             |
| 2002  | Galaxy Angel A                                                   | Crane                          |                                  | [ 4 ]             |
| 2002  | Pecora                                                           | Rabi, Bernard's wife           |                                  | [ 4 ]             |
| 2002  | Naruto                                                           | Temari                         |                                  | [ 4 ]             |
| 2003  | Ashita no Nadja                                                  | Alan                           |                                  | [ 4 ]             |
| 2003  | Air Master                                                       | Maki Aikawa                    |                                  | [ 4 ] [ 5 ]       |
| 2003  | The Mythical Detective Loki Ragnarok                             | Heimdall (Kazumi Higashiyama)  |                                  | [ 4 ] [ 5 ]       |
| 2003  | Ninja Scroll: The Series                                         | Tsubute                        |                                  | [ 4 ] [ 5 ]       |
| 2003  | Yami to Boshi to Hon no Tabibito                                 | Gargantua (jongen)             |                                  | [ 4 ]             |
| 2003  | Fullmetal Alchemist                                              | Edward Elric                   |                                  | [ 4 ] [ 5 ]       |
| 2003  | Gilgamesh                                                        | Azusa Madoka                   |                                  | [ 4 ] [ 5 ]       |
| 2003  | Aquarian Age the Movie                                           | Stella Blavatsky               | OVA                              | [ 4 ]             |
| 2003  | Stellvia                                                         | Najima Gable, Masatao Katase   |                                  | [ 4 ] [ 5 ]       |
| 2004  | SD Gundam Force                                                  | Shute                          |                                  | [ 4 ]             |
| 2004  | Hamtaro series                                                   | Radar                          |                                  | [ 4 ]             |
| {2004 | Monster                                                          | Helene                         |                                  | [ 4 ] [ 5 ]       |
| 2004  | Samurai 7                                                        | Okamoto Katsushiro             |                                  | [ 4 ] [ 5 ]       |
| 2004  | Kurau: Phantom Memory                                            | Clerk                          |                                  | [ 4 ] [ 5 ]       |
| 2004  | New Getter Robo                                                  | Minamoto no Yorimitsu 源頼光   | OVA afl. 3-4                     | [ 4 ]             |
| 2004  | Bleach                                                           | Toshiro Hitsugaya              |                                  | [ 4 ] [ 5 ] [ 6 ] |
| 2004  | Haruka: Beyond the Stream of Time: A Tale of the Eight Guardians | Yorihisa (jong)                |                                  | [ 4 ]             |
| 2004  | Black Jack                                                       | Yukio                          |                                  | [ 4 ]             |
| 2004  | Gakuen Alice                                                     | Natsume Hyuga                  |                                  | [ 4 ]             |
| 2005  | Genesis of Aquarion                                              | Kurt and Chloe Klick           |                                  | [ 4 ]             |
| 2005  | The Law of Ueki                                                  | Kosuke Ueki                    |                                  | [ 4 ] [ 5 ]       |
| 2005  | He Is My Master                                                  | Seiichirou Nakabayashi         |                                  | [ 4 ]             |
| 2005  | Jing: King of Bandits: Seventh Heaven                            | Mint                           | OVA                              | [ 4 ] [ 5 ]       |
| 2005  | Blood+                                                           | Kurara                         |                                  | [ 4 ]             |
| 2006  | Glass Fleet                                                      | Cleo (jong)                    |                                  | [ 4 ]             |
| 2006  | Nana                                                             | Nana Osaki                     |                                  | [ 4 ]             |
| 2006  | Princess Princess                                                | Yuujirou Shihoudani            |                                  | [ 4 ]             |
| 2006  | Zegapain                                                         | Mao Lu-Shen                    |                                  | [ 4 ]             |
| 2006  | Ah! My Goddess: Flights of Fancy                                 | Sentaro Kawanishi              |                                  | [ 4 ] [ 5 ]       |
| 2006  | Jyu-Oh-Sei                                                       | Karim                          |                                  | [ 4 ]             |
| 2006  | Innocent Venus                                                   | Hijin                          |                                  | [ 4 ]             |
| 2007  | Major                                                            | Shimizu Taiga                  | Vanaf de derde reeks             | [ 4 ]             |
| 2007  | GR: Giant Robo                                                   | Alex McKenzie                  |                                  | [ 4 ]             |
| 2007  | Naruto Shippuden                                                 | Temari                         |                                  | [ 4 ] [ 5 ]       |
| 2007  | Claymore                                                         | Teresa                         |                                  | [ 4 ] [ 5 ]       |
| 2007  | Oh! Edo Rocket                                                   | Oise                           |                                  | [ 4 ]             |
| 2007  | Blue Dragon                                                      | Zola                           |                                  | [ 4 ]             |
| 2007  | Denno Coil                                                       | Ken'ichi Harakawa              |                                  | [ 4 ]             |
| 2007  | Devil May Cry                                                    | Elena Houston                  |                                  | [ 4 ]             |
| 2007  | Fantastic Detective Labyrinth                                    | Kota Koga                      |                                  | [ 4 ]             |
| 2007  | Neuro: Supernatural Detective                                    | Sai Kaitou                     |                                  | [ 4 ]             |
| 2007  | Mobile Suit Gundam 00 series                                     | Regene Regetta                 |                                  | [ 4 ]             |
| 2007  | MapleStory                                                       | Gill                           |                                  | [ 4 ]             |
| 2007  | Shion no o                                                       | Ayumi Saito                    |                                  | [ 4 ]             |
| 2007  | Tweeny Witches: The Adventures                                   | Gaana                          |                                  |                   |
| 2008  | Yes! PreCure 5 GoGo                                              | Syrup / Shiro Amai             |                                  | [ 4 ] [ 5 ]       |
| 2008  | Amatsuki                                                         | Kuchiha                        |                                  | [ 4 ]             |
| 2008  | Itazura na Kiss                                                  | Yuuki Irie                     |                                  | [ 4 ]             |
| 2008  | Kaiba                                                            | Popo                           |                                  | [ 4 ] [ 7 ]       |
| 2008  | Ultraviolet: Code 044                                            | 044                            |                                  | [ 4 ] [ 8 ] [ 9 ] |
| 2008  | Sekirei                                                          | Karasuba                       |                                  | [ 4 ]             |
| 2008  | Black Butler                                                     | Madam Red                      |                                  | [ 4 ]             |
| 2008  | Clannad ~After Story~                                            | Katsuki Shima                  |                                  | [ 4 ]             |
| 2008  | Kurozuka                                                         | Kuromitsu                      |                                  | [ 4 ]             |
| 2009  | White Album                                                      | Yayoi Shinozuka                |                                  | [ 4 ] [ 5 ]       |
| 2009  | Rideback                                                         | Tamayo Kataoka                 |                                  | [ 4 ]             |
| 2009  | Sengoku Basara                                                   | Kenshin Uesugi                 |                                  | [ 4 ] [ 10 ]      |
| 2009  | Higepiyo                                                         | Higepiyo                       |                                  | [ 4 ]             |
| 2009  | Fullmetal Alchemist: Brotherhood                                 | Edward Elric                   |                                  | [ 4 ] [ 11 ]      |
| 2009  | 07-Ghost                                                         | Ouida                          |                                  | [ 4 ]             |
| 2009  | Soten Koro                                                       | Diao Chan 貂蝉                 |                                  | [ 4 ]             |
| 2009  | Spice and Wolf II                                                | Eve                            |                                  | [ 4 ]             |
| 2009  | Hetalia: Axis Powers                                             | Switzerland                    | Starting with phase 2            | [ 4 ]             |
| 2009  | Tatakau Shisho: The Book of Bantorra                             | Hamyuts Meseta                 |                                  | [ 12 ] [ 13 ]     |
| 2009  | To                                                               | Maria                          | OVA                              | [ 4 ]             |
| 2009  | Needless                                                         | Adam Blade (jong)              |                                  | [ 5 ]             |
| 2009  | Aoi Bungaku                                                      | Tsuneko                        |                                  | [ 4 ] [ 14 ]      |
| 2010  | Lupin III: The Last Job                                          | Maya                           |                                  | [ 4 ]             |
| 2010  | Beyblade: Metal Masters                                          | Damian                         |                                  | [ 4 ]             |
| 2010  | Rainbow: Nisha Rokubo no Shichinin                               | Noboru Maeda                   |                                  | [ 4 ] [ 16 ]      |
| 2010  | Stitch!                                                          | Delia                          |                                  | [ 4 ]             |
| 2010  | Digimon Xros Wars                                                | Ken Ichijouji                  |                                  | [ 4 ]             |
| 2010  | Marvel Anime: Wolverine                                          | [Yukio                         |                                  | [ 4 ]             |
| 2011  | Beelzebub                                                        | Fabas                          |                                  | [ 4 ]             |
| 2011  | Toriko                                                           | Komatsu                        |                                  | [ 17 ]            |
| 2011  | Tono to Issho: Gantai no Yabo                                    | Aya-Gozen 仙桃院               |                                  | [ 4 ]             |
| 2011  | Jewelpet Sunshine                                                | Nyan Jerry Na ニャンジェリーナ |                                  | [ 4 ]             |
| 2011  | Deadman Wonderland                                               | Ganta Igarashi                 |                                  | [ 4 ] [ 5 ]       |
| 2011  | Mawaru Penguindrum                                               | Tsubasa Yuki                   |                                  | [ 4 ]             |
| 2011  | Persona 4: The Animation                                         | Naoto Shirogane                | Ook Golden in 2014               | [ 18 ] [ 19 ]     |
| 2011  | Black Jack Final                                                 | L                              | OVA afl. 12 "Beautiful Avengers" | [ 4 ]             |
| 2011  | Daily Lives of High School Boys                                  | Mule shooter ラバシューター    |                                  | [ 4 ]             |
| 2011  | Zetman                                                           | Young Jin Kanzaki              |                                  | [ 4 ]             |
| 2012  | Hunter x Hunter (2011)                                           | Pakunoda                       |                                  |                   |
| 2012  | Rock Lee & His Ninja Pals                                        | Temari                         |                                  | [ 4 ]             |
| 2012  | Kuromajo-san ga Toru!!                                           | Gyubid                         |                                  | [ 4 ] [ 20 ]      |
| 2012  | Arashi no Yoru ni: Himitsu no Tomodachi                          | Young Gabu                     |                                  | [ 4 ]             |
| 2012  | Medaka Box series                                                | Myouri Unzen                   |                                  | [ 4 ] [ 5 ]       |
| 2012  | Lupin III: Record of Observations of the East - Another Page     | Hiromi                         |                                  | [ 4 ]             |
| 2013  | Red Data Girl                                                    | Yukariko Suzuhara              |                                  | [ 4 ]             |
| 2013  | Attack on Titan                                                  | Zoë Hange                      |                                  | [ 4 ] [ 21 ]      |
| 2013  | Kill la Kill                                                     | Ragyo Kiryuin                  |                                  | [ 4 ] [ 22 ]      |
| 2013  | Terra Formars                                                    | Elena Perepelkina              |                                  | [ 4 ] [ 23 ]      |
| 2014  | Garo: Hono no Kokuin                                             | Ema Guzman                     |                                  | [ 4 ] [ 24 ]      |
| 2014  | Gundam Build Fighters Try                                        | Lucas Nemesis                  |                                  | [ 4 ]             |
| 2015  | Snow White with the Red Hair                                     | Atri                           |                                  | [ 4 ]             |
| 2015  | Venus Project: Climax                                            | Asuka Kogami                   |                                  | [ 4 ] [ 5 ]       |
| 2015  | Attack on Titan: Junior High                                     | Zoe Hange                      |                                  | [ 4 ]             |
| 2015  | Garo: Guren no Tsuki                                             | Seimei                         |                                  | [ 4 ] [ 25 ]      |
| 2016  | Nyanbo!                                                          | Tora                           |                                  | [ 26 ]            |
| 2016  | Danganronpa 3: The End of Kibogamine Gakuen                      | Akane Owari                    | Side: Despair                    | [ 27 ]            |
| 2017  | Boruto: Naruto Next Generations                                  | Temari                         |                                  |                   |
| 2017  | Granblue Fantasy The Animation                                   | Black Knight (Apollonia Vaar)  | Afl. 5 -                         | [ 5 ]             |
| 2017  | Land of the lustrous                                             | Padparadscha                   |                                  |                   |
| 2018  | Junji Ito Collection                                             | Setsuko/Riruko                 |                                  |                   |
| 2018  | Katana Maidens ~ Toji No Miko                                    | Sana Maniwa                    |                                  |                   |
| 2018  | Fate/Extra Last Encore                                           | Leonardo Bistario Harwey       |                                  |                   |
| 2018  | Cutie Honey Universe                                             | Naoko Sukeban                  |                                  |                   |
| 2018  | Dragon Pilot: Hisone and Masotan                                 | Sada Hinomoto                  |                                  |                   |
|       | Macross Zero                                                     | Katie                          |                                  | [ 5 ]             |
|       | Case Closed                                                      | Sayori Kaihara                 | Afl. 296                         | [ 5 ]             |
|       | Pokémon                                                          | Jirou                          |                                  | [ 5 ]             |
|       | New Fist of the North Star                                       | Vista                          |                                  | [ 5 ]             |

### Theater
| Jaar | Titel                    | Rol               | Nota's | Bron  |
| ---- | ------------------------ | ----------------- | ------ | ----- |
| 2019 | Les Miserables (musical) | Madame Thenardier |        | [ 4 ] |

### Film
| Jaar | Titel                                                                                             | Rol                      | Nota's      | Bron         |
| ---- | ------------------------------------------------------------------------------------------------- | ------------------------ | ----------- | ------------ |
| 2004 | Blade of the Phantom Master                                                                       | Mari                     |             | [ 4 ]        |
| 2005 | Fullmetal Alchemist the Movie: Conqueror of Shamballa                                             | Edward Elric             |             | [ 4 ] [ 28 ] |
| 2006 | Bleach: Memories of Nobody                                                                        | Toshiro Hitsugaya        |             | [ 4 ]        |
| 2007 | Naruto Shippuden the Movie                                                                        | Temari                   |             | [ 4 ]        |
| 2007 | Vexille                                                                                           | Takashi                  |             | [ 4 ]        |
| 2007 | Yes! PreCure 5 The Movie: Great Miraculous Adventure in the Mirror Kingdom!                       | Shadow                   |             | [ 4 ]        |
| 2007 | Bleach: The DiamondDust Rebellion                                                                 | Toshiro Hitsugaya        |             | [ 4 ]        |
| 2008 | Highlander: The Search for Vengeance                                                              | Dahlia                   |             | [ 4 ]        |
| 2008 | Fist of the North Star: The Legends of the True Savior: Zero: Legend of Kenshiro                  | Dan                      |             | [ 4 ]        |
| 2008 | Yes PreCure 5 GoGo! The Movie: Happy Birthday in the Land of Sweets                               | Syrup                    |             | [ 4 ]        |
| 2008 | Bleach: Fade to Black                                                                             | Toshiro Hitsugaya        |             | [ 4 ]        |
| 2009 | Hells                                                                                             | Linne's moeder           |             | [ 4 ]        |
| 2009 | Pretty Cure All Stars DX: Everyone's Friends☆the Collection of Miracles!                          | Syrup                    |             | [ 4 ]        |
| 2009 | Naruto Shippuden the Movie: The Will of Fire                                                      | Temari                   |             | [ 4 ]        |
| 2009 | Yona Yona Penguin                                                                                 | Rascals 悪ガキ           |             | [ 4 ]        |
| 2010 | Pretty Cure All Stars DX2: Light of Hope☆Protect the Rainbow Jewel!                               | Syrup                    |             | [ 4 ]        |
| 2010 | Pokémon: Zoroark: Master of Illusions                                                             | Zoroark                  |             | [ 4 ]        |
| 2010 | Bleach: Hell Verse                                                                                | Toshiro Hitsugaya        |             | [ 4 ]        |
| 2010 | Pretty Cure All Stars DX3: Deliver the Future! The Rainbow-Colored Flower That Connects the World | Syrup                    |             | [ 4 ]        |
| 2011 | Detective Conan: Quarter of Silence                                                               | Mizuki Tono 遠野みずき   |             | [ 4 ]        |
| 2011 | Buddha: The Great Departure                                                                       | Tatta's zus              |             | [ 4 ]        |
| 2011 | Sengoku Basara: The Last Party                                                                    | Kenshin Uesugi           |             | [ 4 ]        |
| 2011 | Fullmetal Alchemist: The Sacred Star of Milos                                                     | Edward Elric             |             | [ 4 ] [ 29 ] |
| 2011 | Kami Voice: The Voice Makes a Miracle                                                             | Sayuri Takeda 竹田さゆり | live-action | [ 4 ] [ 30 ] |
| 2013 | Hunter × Hunter: Phantom Rouge                                                                    | Pakunoda                 |             | [ 4 ]        |
| 2013 | Eevee & Friends                                                                                   | Gochiruzeru ゴチルゼル   |             | [ 4 ]        |
| 2013 | Toriko the Movie: Bishokushin's Special Menu                                                      | [Komatsu                 |             | [ 4 ] [ 31 ] |
| 2014 | Yo-kai Watch: Tanjo no Himitsu da Nyan!                                                           | Keizo ケイゾウ           |             | [ 4 ]        |
| 2015 | Pretty Cure All Stars: Spring Carnival♪                                                           | Syrup                    |             | [ 4 ]        |
| 2016 | Garo: Divine Flame                                                                                | Ema Guzman               |             | [ 4 ]        |

### Drama CD
| Titel                            | Rol                                                         | Nota's  | Bron  |
| -------------------------------- | ----------------------------------------------------------- | ------- | ----- |
| Fullmetal Alchemist              | Edward Elric                                                |         | [ 4 ] |
| Bleach                           | Toshiro Hitsugaya                                           | CD（S） | [ 4 ] |
| Fullmetal Alchemist: Brotherhood | Edward Elric                                                |         | [ 4 ] |
| Quiet Don                        | Rie 理江                                                    |         | [ 4 ] |
| Fate/extra                       | Leonardo Bisutario-Hawei レオナルド・ビスタリオ・ハーウェイ |         | [ 4 ] |
| Shining Force EXA                |                                                             |         | [ 5 ] |
| White Album                      |                                                             |         | [ 5 ] |
| Venus Project Climax             | Yayoi Shinozuka                                             |         | [ 5 ] |

### Computerspellen
| Jaar | Titel                                                         | Rol                                                          | Nota's                          | Bron               |
| ---- | ------------------------------------------------------------- | ------------------------------------------------------------ | ------------------------------- | ------------------ |
| 2002 | Grandia Xtreme                                                | Kwan Lee クァン・リー                                        | PS1/PS2                         | [ 4 ]              |
| 2002 | JoJo's Bizarre Adventure: Golden Whirlwind                    | Giorno Giovanna                                              | PS1/PS2                         | [ 4 ]              |
| 2003 | Fullmetal Alchemist games                                     | Edward Elric                                                 |                                 | [ 4 ]              |
| 2004 | Stellvia                                                      | Najima Gable                                                 | PS1/PS2                         | [ 4 ]              |
| 2004 | Shaman King: hold out spirits                                 | Tao Len, Senju                                               | PS1/PS2                         | [ 4 ]              |
| 2004 | SD Gundam Force Decisive Battle! Dimension pirate de Sekar! ! | Shute                                                        | PS1/PS2                         | [ 4 ]              |
| 2004 | Tales of Rebirth                                              | Shaorun シャオルーン                                         | PS1/PS2                         | [ 4 ]              |
| 2005 | Train Man                                                     | Train Man                                                    |                                 | [ 4 ]              |
| 2005 | Hanjuku Hero 4: 7-Jin no Hanjuku Hero                         | Lethocerus deyrollei Alchemist (Ed) タガメの錬金術師（エド） | PS1/PS2                         | [ 4 ]              |
| 2005 | Sakura Wars: So Long, My Love                                 | Kokuryu-hime                                                 | PS1/PS2                         | [ 4 ]              |
| 2005 | Sengoku Basara games                                          | Kenshin Uesugi                                               | PS1/PS2                         | [ 4 ]              |
| 2005 | Rhapsodia                                                     | Cyrillic キリル                                              | PS1/PS2                         | [ 4 ] [ 5 ]        |
| 2005 | [Mobile Suit Gundam SEED Union VSZAFT                         | Nicol Amarfi                                                 | PS1/PS2                         | [ 4 ]              |
| 2006 | Clannad                                                       | Katsuki Shima                                                | PS1/PS2                         | [ 4 ]              |
| 2006 | Samurai 7                                                     | Okamoto Katsushirou 岡本カツシロウ                           | PS1/PS2                         | [ 4 ]              |
| 2006 | Gakuen Alice ~ glitter ★ memory Kiss ~                        | Natsume Hyuga                                                | PS1/PS2                         | [ 4 ]              |
| 2006 | Brave Story: New Traveler                                     | Mitsuru Ashikawa                                             | PS1/PS2                         | [ 4 ]              |
| 2006 | Nana games                                                    | Nana Osaki                                                   | PSP                             | [ 4 ]              |
| 2006 | Rune Factory: A Fantasy Harvest Moon                          | Raguna                                                       | DS                              | [ 4 ]              |
| 2006 | Phantasy Star Universe                                        | Tonnio Rhima                                                 | PS1/PS2                         | [ 4 ]              |
| 2006 | Princess Princess                                             | Yuujirou Shihoudani                                          | PS1/PS2                         | [ 4 ]              |
| 2007 | Shining Force EXA                                             | Toma                                                         | PS1/PS2                         | [ 4 ] [ 5 ]        |
| 2007 | Another Century's Episode 3: The Final                        | Loran Cehack                                                 | PS1/PS2                         | [ 4 ] [ 5 ]        |
| 2007 | Castle of Shikigami III                                       | Gold sawn 金美姫                                             | Wii                             | [ 4 ]              |
| 2008 | Shion no o: The Flowers of Hard Blood.                        | Ayumi Saito                                                  | DS                              | [ 4 ]              |
| 2008 | Persona 4                                                     | Naoto Shirogane                                              | PS1/PS2 Also Golden             | [ 4 ] [ 5 ] [ 18 ] |
| 2008 | Phantasy Star Portable                                        | Tonio Lima トニオ・リマ                                      | Ook Portable 2 en Infinity      | [ 4 ]              |
| 2008 | Majin Tantei Nougami Neuro: Battle Da Yo! Hannin Shugo        | Sai Kaitou                                                   | PS1/PS2                         | [ 4 ]              |
| 2008 | Rune Factory Frontier                                         | Raguna                                                       | Wii                             | [ 4 ] [ 5 ]        |
| 2008 | Suikoden Tierkreis                                            | Chrodechild                                                  | DS                              | [ 4 ]              |
| 2008 | Dissidia: Final Fantasy                                       | Zidane Tribal                                                | PSP                             | [ 4 ]              |
| 2009 | Wind across the wolf and spice sea                            | Abe エーブ                                                   | DS                              | [ 4 ]              |
| 2010 | Hetalia: Axis Powers                                          | Switzerland                                                  |                                 | [ 4 ]              |
| 2010 | Metal Gear Solid Peace Walker                                 | Amanda Valenciano Libre                                      | PSP                             | [ 4 ]              |
| 2010 | White Album: Spelled Winter Memories                          | Yayoi Shinozuka 篠塚弥生                                     | PS3                             | [ 4 ]              |
| 2010 | Fate/Extra                                                    | Leonardo Bisutario-Hawei レオナルド・ビスタリオ・ハーウェイ  | PSP                             | [ 4 ] [ 5 ]        |
| 2011 | Another Century's Episode Portable                            | Loran Cehack                                                 | PSP                             | [ 4 ]              |
| 2011 | Dissidia 012 Final Fantasy                                    | Zidane Tribal                                                | PSP                             | [ 4 ]              |
| 2011 | Toriko: Gourmet Survival!                                     | Komatsu                                                      | PSP                             | [ 4 ]              |
| 2012 | Danganronpa 2: Goodbye Despair                                | Akane Owari 終里赤音                                         | PSP                             | [ 4 ]              |
| 2012 | Mobile Suit Gundam AGE                                        | Shanalua Mallen                                              | PSP                             | [ 4 ]              |
| 2012 | Project X Zone                                                | Toma                                                         | 3DS Toma from Shining Force EXA | [ 4 ]              |
| 2012 | Yakuza 5                                                      | Mirei Paku                                                   | PS3                             | [ 4 ]              |
| 2013 | Metal Gear Rising: Revengeance                                | Mistral                                                      | PS3 Japanese dub                | [ 4 ]              |
| 2013 | Fate/Extra CCC                                                | Leo レオ                                                     | PSP                             | [ 4 ]              |
| 2013 | BioShock Infinite                                             | Daisy Fitzroy                                                | Japanese dub                    | [ 4 ]              |
| 2013 | The Last of Us                                                | Marlene                                                      | PS3 Japanese dub                | [ 4 ]              |
| 2013 | [Danganronpa 1 2 Reload                                       | Akane Owari 終里赤音                                         | Other                           | [ 4 ]              |
| 2014 | Ryu ga Gotoku Ishin!                                          | Otose                                                        |                                 | [ 4 ]              |
| 2014 | Persona Q: Shadow of the Labyrinth                            | Naoto Shirogane                                              | 3DS                             | [ 4 ]              |
| 2014 | Persona 4 Arena Ultimax                                       | Naoto Shirogane                                              | PS3                             | [ 4 ]              |
| 2014 | Naruto                                                        | Temari                                                       |                                 | [ 4 ] [ 5 ]        |
| 2015 | Persona 4: Dancing All Night                                  | Naoto Shirogane                                              |                                 | [ 4 ] [ 32 ]       |
| 2015 | JoJo's Bizarre Adventure: Eyes of Heaven                      | Koichi Hirose                                                |                                 | [ 4 ] [ 33 ]       |
| 2016 | Street Fighter V                                              | Kolin                                                        | PC, PS4                         | [ 34 ]             |
| 2016 | For Honor                                                     | Nobushi                                                      | PC, PS4, Xbox One               | [ 35 ]             |
| 2016 | Attack on Titan                                               | Zoë Hange                                                    |                                 | [ 4 ]              |
| 2016 | Overwatch                                                     | Pharah                                                       | PC, PS4, Xbox One Japanese dub  | [ 36 ]             |
| 2018 | BlazBlue: Cross Tag Battle                                    | Naoto Shirogane                                              | PC, PS4, Switch                 | [ 37 ]             |

### Dubbing roles
| Title                          | Role         | Voice dub for | Notes | Source |
| ------------------------------ | ------------ | ------------- | ----- | ------ |
| Guardians of the Galaxy        | Gamora       |               |       | [ 38 ] |
| Guardians of the Galaxy Vol. 2 | Gamora       |               |       | [ 38 ] |
| The Matrix Revolutions         | Zee          |               |       | [ 4 ]  |
| Unlocked                       | Alice Racine | Noomi Rapace  |       | [ 39 ] |

| Titel         | Rol              | Nota's | Bron  | Atlantis: Milo's Return | Queen Kida |  | [ 4 ] |
| Cars 2        | Holley Shiftwell |        | [ 4 ] |                         |            |  |       |
| The Croods    | Eep Crood        |        | [ 4 ] |                         |            |  |       |
| Monster House | Elizabeth "Zee"  |        | [ 4 ] |                         |            |  |       |

- Gemeinsame Normdatei: 1300131721
- International Standard Name Identifier: 0000 0003 7303 0684
- Library of Congress Control Number: no2018054061
- MusicBrainz: 3969a2bf-6530-4e1b-8d25-a0901408ba26
- Virtual International Authority File: 4109152502806610800001
- WorldCat: E39PBJwdgchmWBwhM87kdFhmBP